# Benny and the Bunnyman
Benny and the Bunnyman er en dansk eksperimentalfilm fra 2002 instrueret af David Dellagi.

## Handling
Lille Benny og den kæmpemæssige kvindebortfører, der hærger Lillestrup, forveksles med hinanden, fordi de har samme hue på. Sammen med sin chef og chokolademonsteret Mimi begiver Benny sig ud på en farefuld og eventyrlig færd for at rense sit navn og få..